# Industry (Kalifornija)
Industry je grad u američkoj saveznoj državi Kalifornija. Prema popisu stanovništva iz 2010. u njemu je živjelo 219 stanovnika.